# 千鶴御前
千鶴御前（せんつるごぜん、生没年未詳）は、伊豆国で流人生活を送っていた源頼朝が、伊東祐親の娘（名は八重姫と伝承される）の間にもうけたとされる男児。千鶴丸、春若とも。確実な史料では存在が確認できないものの、前者は『曽我物語』や『源平闘諍録』、後者は『和賀一揆次第』などに名が見える。祖父にあたる伊東祐親の命令によって、川に沈められて殺害されたとされる。

## 『曽我物語』などでの描写
『曽我物語』には大きく分けて真名本と仮名本の2系統がある。真名本によれば、流人時代の源頼朝は「伊藤助親」（伊東祐親）の三女と恋仲になり、「千鶴御前」を儲けた。京都から帰郷した助親は、流人である頼朝の血を引く千鶴御前の誕生を知り、領家である小松殿（平重盛）から咎めを受けることを恐れ、将来の禍根を断つとして、郎党らに命じて「松河の奥」の「岩倉の瀧山蛛が淵」に千鶴御前を沈めて殺害した。
殺害場所について、仮名本系統では「とゝきの淵」、「とくさのふち」などの異同がある。『源平闘諍録』や仮名本系『曽我物語』では、助親の妻女（八重姫の継母）が千鶴御前の存在を助親に告げたとする。
『曽我物語』において、伊藤助親（伊東祐親）・八重親子は、北条時政・万寿（仮名本系では「朝日御前」。北条政子）親子と対になる存在であり、貴人たる頼朝を拒んだ伊東家は滅亡し、迎え入れた北条家は繁栄するという物語類型となっている。
上記の祐親三女と千鶴御前に関する記述は虚構の多い『曽我物語』や軍記物語の『延慶本 平家物語』『源平盛衰記』『源平闘諍録』のみで、頼朝の流人時代を記した史料はなく、伝承の域を出ない。ただし、鎌倉幕府編纂書である『吾妻鏡』の治承4年10月19日（1180年11月8日）条と養和2年2月15日（1182年3月21日）条に、安元元年（1175年、頼朝29歳）の9月頃、祐親が頼朝を殺害しようとした所を、次男・祐清がそのことを告げて、頼朝が走湯権現に逃れたこと、挙兵後の頼朝に捕らえられた祐親が恩赦によって助命される所を「以前の行いを恥として」自害したことが記されており、頼朝と祐親の間に因縁があったことは認められる。

## 伝承地
静岡県伊豆地方には、千鶴御前にまつわる伝承地がある。
伊東市鎌田に所在する、伊東大川（松川）上流の「稚児が淵」は、千鶴御前が沈められた場所とされる。千鶴御前の亡骸が流れ着いたのが富戸海岸（伊東市富戸）の「産衣石」とされる。富戸三島神社では若宮八幡として千鶴御前を祀っているという。また、伊東家の家臣は川に向かう途中に千鶴御前をあやすために（あるいは川に沈めた後に手向けとして）火牟須比神社（伊東市鎌田）の橘の木の枝を握らせたが、亡骸はこの枝を握ったままであり、富戸三島神社にある橘の木はこの橘の枝が根付いたもの（何代かの代替わりをしているという）とされる。
伊東市音無町の最誓寺は、千鶴御前の菩提を弔うために建てられた寺と伝えられる。この寺の縁起によれば八重姫は千鶴御前の事件後に江間小四郎＝北条義時に嫁いだとされており、夫妻が開基した（創建当時は「西成寺」）という。
静岡県熱海市上多賀には、祐親に追われ伊豆山権現（伊豆山神社）に逃れる途中の頼朝が飲んだと伝えられる「頼朝の一杯水」という泉があり、そのほとりに千鶴御前の供養のために建てられた地蔵がある。「千鶴地蔵」ないしは「子育て延命地蔵尊」と呼ばれるこの地蔵は、上多賀の法泉寺に滞在していた修行僧の鉄意道心が元禄6年（1693年）に建てたもので、法泉寺ゆかりの人々によって、毎年4月24日に供養（「子育て延命地蔵尊大祭」）が行われている。

## 千鶴御前生存説
中世に陸奥国和賀郡を拠点としていた和賀氏は、密かに生存した千鶴御前の後裔を称する。『和賀一揆次第』によれば、頼朝と伊東祐親の娘・万功の間に生まれた男子・春若は、祐親の命で殺されようとしていたが、それを命じられた家来たちはこれを憐れんで密かにこれを逃した。後年、頼朝と対面した春若は和賀郡を所領として与えられ、多田式部大輔忠頼と改めたという。忠頼は和賀の地に赴く前に没したが、その遺児・忠明が改めて同地を安堵され、和賀氏の祖となったという。